# Lauderdale Lakes, Florida
Lauderdale Lakes är en stad (city) i Broward County, i delstaten Florida, USA. Enligt United States Census Bureau har staden en folkmängd på 33 191 invånare (2011) och en landarea på 9,5 km².